# Wacław Szymanowski (ekonomista)
Wacław Szymanowski (ur. 27 stycznia 1945 r., w Pittsburghu) – profesor nauk ekonomicznych, profesor Uniwersytetu Warmińsko-Mazurskiego w Olsztynie, kierownik Katedry Metod Ilościowych.

## Życiorys
Syn Wacława Szymanowskiego, fizyka, profesora Politechniki Warszawskiej i polityka. Wnuk Wacława Szymanowskiego, artysty malarza i rzeźbiarza  (pomnik Chopena w Warszawie). Prawnuk Wacława Szymanowskiego, twórcy „Cyganerii Warszawskiej” i wydawcy Kuriera Warszawskiego.
Absolwent Gimnazjum i Liceum TPD im. Jarosława Dąbrowskiego w Warszawie (1962). W 1967 r. uzyskał tytuł magistra na Wydziale Ekonomicznym Uniwersytetu Warszawskiego. Stopień doktora nauk ekonomicznych na tym samym wydziale uzyskał w 1976 r. na podstawie rozprawy „Koordynacja w wieloszczeblowych systemach ekonomicznych”. Habilitację uzyskał w 1991 r. za pracę pt. „Zastosowanie modeli optymalizacyjnych w zaopatrzeniu aglomeracji miejskiej na przykładzie mleka spożywczego”. Tytuł naukowy profesora otrzymał w 2010 r.
Był nauczycielem akademickim w Prywatnej Wyższej Szkole Nauk Społecznych, Komputerowych i Medycznych w Warszawie.
Był promotorem w 4 zakończonych przewodach doktorskich, recenzentem 3 dorobków habilitacyjnych i 3 rozpraw habilitacyjnych, 6 rozpraw doktorskich i jednego dorobku na tytuł profesora.

## Stanowiska
- 1967–1985 – Uniwersytet Warszawski, Wydział Ekonomiczny, asystent, następnie adiunkt;
- 1985–2014 – Szkoła Główna Gospodarstwa Wiejskiego, kierownik Katedry Technologii, Organizacji i Zarządzania w Przemyśle Drzewnego i Zakładu Organizacji, Ekonomiki i Projektowania Zakładów Przemysłu Drzewnego 1995-2014;
- Od 2014 – Uniwersytet Warmińsko-Mazurski w Olsztynie, Kierownik Katedry Metod Ilościowych; Wydziału Nauk Ekonomicznych.

## Członkostwa
- Komitet Redakcyjny INTERCATHEDRA
- Rada Naukowa Instytutu Rozwoju Wsi i Rolnictwa PAN
- Rada Naukowa Instytutu ORGMASZ

## Nagrody, wyróżnienia, odznaczenia
- Brązowy Krzyż Zasługi (1997)
- Złoty Krzyż Zasługi (2001)
- Nagroda III st. Ministra NSWiT (1973)
- Nagroda II st. Ministra NSWiT (1975)
- Wyróżnienie Rektora UW (1977, 1982, 1983)
- Wyróżnienie na V Konkursie im. O.Langego (1984)
- Wyróżnienie Rektora SGGW III st. (1987)
- Nagroda Rektora SGGW II st. (2002)
- Nagroda Rektora SGGW zespołowa II st. (2003)
- Wyróżnienie Rektora SGGW (2005)
- Nagroda Rektora SGGW II st. (2009)
- Nagroda za 30-lecie pracy naukowej Rektora UW-M (2015)
- Nagroda naukowa I stopnia Rektora UW-M (2016)

## Publikacje
Całkowita liczba publikacji 270 pozycji, w tym 116 prac twórczych, oraz 32 podręczniki i monografie.
Lista wybranych publikacji:
- Metody ilościowe w zarządzaniu operacyjnym w przedsiębiorstwie, Wyd. SGGW Warszawa, 2001
- Zarządzanie łańcuchami dostaw żywności. Kierunki zmian., Difin, 2008
- Zarys zarządzania jakością. Ujęcie marketingowo-logistyczne, Szymanowski Wacław (redaktor naukowy), współautorzy: Pawłowska B., Strychalska-Rudzewicz A., Wyd.Ars-Boni, 2010, Poznań
- Foresight społeczeństwa informayjnego – 2030, Redakcja naukowa: Szymanowski Wacław, Roczniki K.A.E., nr.48, Wyd.SGH, 2018